# 홍복기
홍복기(洪復基, 1952년 12월 29일~)는 대한민국의 법학자, 교수이다. 현재 연세대학교 법과대학 학장으로, 상법총칙, 회사법, 어음수표법, 증권거래법, 경제법을 강의하고 있다. 또한, 연세대 학생복지처 처장, 체육위원장, 법무대학원장도 겸하고 있다.

## 주요 이력
충청남도 당진 출신으로, 연세대학교 법학 학사, 박사 학위를 취득하였다.

## 약력
- 1983년~1992년, 동아대학교 법과대학, 조교수, 부교수
- 1989년~1990년, 독일 함부르크 막스프랑크 국제비교사법연구소, 초빙교수
- 1994년 한국상사법학회 상임이사
- 2000년~2001년, 미국 스탠포드대학교, 객원교수
- 1993년~  연세대학교, 교수
- 1998년 법무부 상법개정 연구위원
- 1999년 연세대 법률문제연구소 소장
- 2003년 2월~ 현재, 금융감독원, 위원
- 2003년~ 현재, 증권거래소, 위원

## 저서
- 2005년 9월 14일 회사법강의 ( 법문사 )
- 2005년 9월 1일 EU법 ( 사법연수원 )
- 2005년 5월 10일 연세국학연구사 ( 연세대학교 출판부 )
- 2001년 1월 1일 법학개론 ( 박영사 )
- 2000년 3월 1일 상법개설 ( 법문사 )
- 2000년 3월 1일 이사와 이사회제도 ( 한국상장회사협의회 )
- 2000년 3월 1일 EU 회사법 ( 법문사 )
- 1999년 12월 2일 지식정보경제에서의 경쟁규범수립을 위한 법경제적연구 ( 정보통신정책연구원 )
- 1998년 논문, "사외이사제도의 정착과 그 활성화"
- 1997년 7월 1일 지주회사제도에 관한 연구 ( 한국상장회사협의회 )
- 1996년 상법개설
- 1986년 논문, "미국회사법에 있어서 이사책임의 구제제도"

## 참고 자료
- 네이버 인물검색
- 연세대학교 사이버테크노파크[깨진 링크(과거 내용 찾기)]
- 중도일보[신향토인]77.당진 교육 법조 기업